# Rilsk
Rilsk [rílsk] (rusko Рыльск) je mesto v Rusiji, šesto največje mesto v Kurski oblasti. Leži na desnem bregu Sejma, levega pritoka Desne, 124 km jugozahodno od Kurska. Leta 2010 je imelo 17.633 prebivalcev.